# Кубок Австрії з футболу 1917—1918
Кубок Нижньої Австрії з футболу 1917—1918 — попередник кубка Австрії. Проводився Ніжньоавстрійською футбольною асоціацією (NFV) і мав неофіційний характер, так як участь у турнірі не була обов'язковою. Багато клубів відмовились від участі, зокрема такі сильні команди як «Рапід» і «Вінер АФ». 
Спочатку фінал мав відбутися 30 червня 1918 року, але його учасники «Флорідсдорфер» та «Аматоре» відмовились грати через погану погоду, хоча арбітр Лінних оголосив спортивне поле придатним для гри. В результаті обидві команди були виключені зі змагань за те, а трофей не був присуджений. Обидва фіналісти самостійно домовились провести поєдинок за трофей, придбаний власним коштом. Матч був зіграний 7 липня 1918 року. Переможцем змагань став клуб «Флорідсдорфер».

## Чвертьфінали
| Команда 1       | Рахунок  | Команда 2          |
| --------------- | -------- | ------------------ |
| 26 травня 1918  |          |                    |
| «Донауштадт»    | 2:0      | «Вінер Шпорт-Клуб» |
| «Рудольфшюгель» | 2:3      | «Флорідсдорфер»    |
| «Ваккер»        | 3:2      | «Вієнна»           |
| «Аматоре»       | 1:2, +:- | Вінер АК           |

## Півфінали
| Команда 1       | Рахунок | Команда 2    |
| --------------- | ------- | ------------ |
| 16 червня 1918  |         |              |
| «Флорідсдорфер» | 2:1     | «Донауштадт» |
| «Аматоре»       | 3:2     | «Ваккер»     |

## Фінал
| 7 липня 1918 |

| «Флорідсдорфер»         | 4 — 3  | «Аматоре»           |
| ----------------------- | ------ | ------------------- |
| Гуменбергер Янік Коблер | (Звіт) | Ш.Попович Морокутті |

| Шпортклуб-плац, Відень Арбітр: Беньямін Лазарус |

| Флорідсдорфер |                       |
|               |                       |
| ВР            | Август Краупар        |
| ЗХ            | ?                     |
| ЗХ            | ?                     |
| ПЗ            | Карл Їсда             |
| ПЗ            | Густав Дойч           |
| ПЗ            | Карл Нойбауер         |
| НП            | Рудольф Коблер        |
| НП            | Лоренц Гаген          |
| НП            | Фердинанд Гуменбергер |
| НП            | Франц Амон            |
| НП            | Йозеф Янік            |
| Тренер:       |                       |
| ?             |                       |

| Аматоре |                      |
|         |                      |
| ВР      | Вальтер Йоахім       |
| ЗХ      | Заварос              |
| ЗХ      | Александер Попович   |
| ПЗ      | Карл Клер            |
| ПЗ      | Віктор Левенфельд    |
| ПЗ      | Альберт Гайкенвайдер |
| НП      | ?                    |
| НП      | Йозеф Бродкорб       |
| НП      | Вільгельм Морокутті  |
| НП      | Штефан Попович       |
| НП      | Йоганн Шмід          |
| Тренер: |                      |
| ?       |                      |